# Paromalina
Paromalina es un género de foraminífero bentónico considerado un sinónimo posterior de Discanomalina de la subfamilia Gavelinellinae, de la familia Gavelinellidae, de la superfamilia Chilostomelloidea, del suborden Rotaliina y del orden Rotaliida. Su especie tipo era Paromalina bilateralis. Su rango cronoestratigráfico abarcaba el Actualidad.

## Clasificación
Paromalina incluía a las siguientes especies:
- Paromalina bilateralis, aceptado como Discanomalina bilateralis
- Paromalina coronata, aceptado como Discanomalina coronata